# Alexander Watson
Alexander James Watson (né le 12 juillet 1979) est un historien britannique. Il est l'auteur de trois livres consacrés à l'Europe centrale et orientale, à l'Allemagne et à la Grande-Bretagne pendant la Première Guerre mondiale. Il est actuellement professeur d'histoire à Goldsmiths, Université de Londres.

## Formation
En 2000, Watson obtient son baccalauréat ès arts en histoire moderne de l'Exeter College d'Oxford. Il commence son doctorat en 2001 au Balliol College d'Oxford et le termine en 2005. De 2005 à 2008, il est chercheur associé à Clare Hall, Cambridge,,. Pendant trois ans, à partir de 2008, Watson est boursier postdoctoral de la British Academy à l'Université de Cambridge,. En 2010, il est associé de recherche au St. John's College de Cambridge

## Activités éditoriales
Le premier livre de Watson, Enduring the Great War; Combat, Morale and Collapse in the German armies  (1914-1918) issu de sa thèse de doctorat est publié par Cambridge University Press en 2008. Le livre se concentre sur le psychisme des soldats allemands et britanniques pendant la Première Guerre mondiale et tente de comprendre comment ils ont pu se battre pendant toutes ces années. En 2006, il reçoit le prix Fraenkel de l'Institut d'histoire contemporaine et de la bibliothèque de Vienne.
En août 2014, le deuxième livre de Watson, Ring of Steel : Germany and Austria-Hungary at War (1914-1918), cherche à comprendre la guerre du point de vue des dirigeants des puissances centrales et de leurs peuples ; comment ils ont pu endurer des souffrances et commettre des crimes qui conduiraient plus tard à « des horreurs encore plus grandes d'une dictature totalitaire, d'une seconde guerre mondiale et d'un génocide ». Le livre reçoit le prix du livre d'histoire de l'année 2014 du Sunday Times le prix du livre 2015 de la Society for Military History et le livre militaire de l'année 2015 de l'armée britannique. Le 23 mars 2015, Watson reçoit le deuxième prix annuel  2014 Guggenheim-Lehrman d'histoire militaire (maintenant le prix Gilder Lehrman d'histoire militaire de la New-York Historical Society) et le prix d'histoire Wolfson pour Ring of Steel.
The Fortress: The Great Siege of Przemysl est sorti en octobre 2019. C'est l'histoire du siège le plus long de la Première Guerre mondiale et du début de la tragédie brutale qui a frappé l'Europe centrale et orientale au cours du XXe siècle. Il suit une garnison de vieux soldats des Habsbourg défendant la ville contre les attaques russes et raconte les combats, la famine et le nettoyage ethnique antisémite qui ont commencé dans la région dès 1914. Le livre est finaliste pour le prix Gilder Lehrman d'histoire militaire 2019.

## Publications
- The Fortress: The Great Siege of Przemysl,, 2019, (ISBN 978-0241309063)
- Ring of Steel: Germany and Austria-Hungary at War, 1914–1918, 2014, (ISBN 978-1846142215)
- Enduring the Great War. Combat, Morale and Collapse in the German and British armies, 1914–1918, 2008, (ISBN 978-0521881012)